# 로마 공화국 민회
로마 민회는 고대 로마의 민회였다. 당대 역사가 폴리비오스에 따르면, 로마의 인민(그리고 민회)은 정무관 선출, 법령을 제정하며, 사형을 집행하고, 전쟁과 화의 여부를 결정하며, 동맹을 체결(혹은 파기)할 수 있는 최종 결정권을 가졌다고 했다. 로마 공화정 체제하에서 로마의 인민과 민회는 궁극적인 주권의 원천이었다.
로마의 정치는 공화정 제도였으므로, 시민들은 대표자를 뽑지 않고 각 민회에 직접 투표를 했다. 그러나 시민 투표자들은 투표 외에 다른 권력은 없었다. 각 민회는 로마 정무관이 주재했으며, 이 사람이 절차와 적법성에 대한 모든 결정을 내렸다. 궁극적으로 민회를 주관하는 정무관의 권력은 민회에서 거의 절대적이었다. 이 권력에 대한 견제는 다른 정무관의 거부권밖에 없었다.

## 민회 절차
의장격인 주재 정무관 말고도 민회에서는 보조자로 다른 정무관들도 있었다. 또 종교 공무원도 출석하거나 부를 수 있었는데, 신의 전조(omen)를 해석하는 일을 했다. 민회를 주재하는 정무관은 회의가 자신이 원치 않는 방향으로 흘러갈 때 불길한 징조를 핑계로 회의를 중단할 수 있었다. 주재 정무관이 내린 결정은 호민관이나 상위 정무관이 거부할 수 있었다.
투표일이 되면 투표자들은 유세나 토론을 위해 회의장에 모인다. 여기서 이들은 자신의 투표 단위(쿠리아, 켄투리아, 트리부스)로 분류되지 않는다. 입법이나 사법 사안에 대한 안건이 표결에 붙여질때만 시민 개인이 대중 앞에서 연설할 수 있었다. 만약 관직 선출 표결시에는 일반 시민이 발언하지 않았으며, 대신에 공직 후보자가 유세를 했다. 회의를 하는 동안 "포고자"(herald)라는 관리가 표결해야할 안건을 읽었다. 그리고 트리부스로 구성된 민회의 경우 투표 순서가 이미 정해져 있었다. 호민관은 이 투표 순서가 정해지는 시점 이전에 계류된 법안에 대해 거부권을 쓸 수 있었다.
투표인은 회의가 파했음을 들으면, 공적인 민회로 모인다. 이들은 항아리에 조약돌이나 투표용지를 넣는 방식으로 투표를 했다. 이 투표함은 관리들이 감시하며, 표를 세서 민회 주재 정무관에게 결과를 보고한다. 각 투표 단위(쿠리아, 트리부스, 켄투리아)는 해당 투표 단위내의 투표자 수에 상관없이 단위별로 각각 한 표였다. 표가 과반에 이르면, 표결은 중지되고 안건의 처리가 결정된다.

## 민회

### 쿠리아 민회
가문 공동체에 해당하는 민회이다. ‘쿠리아’(Curia, 가문별 공동체)의 논의에 따라 다양한 결정을 내려진 것으로 알려졌다. 공화정 시대에는 이미 그 권력은 축소되었고, 제사장의 취임, 입양 등 제한적인 결정 밖에 할 수 없었다.

### 켄투리아 민회
로마의 군단편성을 기초로 하는 켄투리아회(comitia centuriata) 내지 ‘兵員會’는 ‘최대집회(comitiatus maximus)’라고 불리며 가장 중요한 민회로 위치지워졌다. 켄트리아회는 집정관, 법무관, 호구총감 등의 고등 정무관 선출권을 보유하고, 사형에 관한 형사재판권도 장악하였다. 켄투리아회에서는 193개의 부대마다 1표가 부여되었지만, 그 구성은 현저하게 부유층에 유리하였다. 그것은 귀족이 18개의 기사부대를, 재산액에 따라 5계급으로 구분하여 제1계급이 80개의 중장보병부대를 구성하였기 때문에, 이것만으로 과반수가 되었기 때문이다. 투표는 기사로부터 계급순으로 행해졌기 때문에, 의결도 선거도 부유층의 투표만으로 결정되어 버리는 경우가 통상적이었다. 더욱이 무장은 자신이 부담하는 것이 원칙이었기 때문에 무산자(proletarii)에게는 병역의 의무도 없고 처음부터 민회에 참가할 자격도 없었다.

### 트리부스 민회
부족 의회(Tribal Assembly)로 부족(tributim)들이 소집한 모든 로마 시민들로 구성된 집합체였다. 로마 공화정 시기에 시민은 35개의 부족을 기반으로 조직되어 있었다. 4개의 로마 시내 부족과 31개의 시 외곽 부족이 있었다. 부족들은 입법, 사법, 선거와 관련된 문제에 투표하기 위해 부족 의회를 소집했다. 각 부족은 별도로 분리된 투표를 했다. 각 부족마다 다수결 득표에 의한 결정이 내려졌으며, 각 부족이 보유한 선거인 수와 관계없이 결정은 1표로 계산되었다. 일단 대다수의 부족이 주어진 방법과 같은 방법으로 투표하면 투표가 끝나고 문제가 결정되었다.

### 플레브스 민회
평민위원회에 해당되는 민회이다. 원래는 공적인 민회가 아니라 평민인 플레브스가 귀족인 파트리키의 지배에 대항하여 자발적으로 모인 회의에 불과했다. 귀족과의 투쟁 속에서 고대 로마의 공적인 민회로서의 지위를 획득했다. 평민만 참가할 수 있으며, 또한 의결은 1명이 1표를 가진 다수의 결정이며, 계급이 있었던 켄투리아 민회 보다는 훨씬 민주적이었다. 처음에는 2명의 호민관을 선출하는 권리만을 가지고 있었지만, 이후에 〈호르텐시우스 법〉에 의해 법안 의결권도 부여되었다.

## 같이 보기
- 쿠르수스 호노룸
- 삼원제
- 로마 민회
- 민회